# Daewon Song

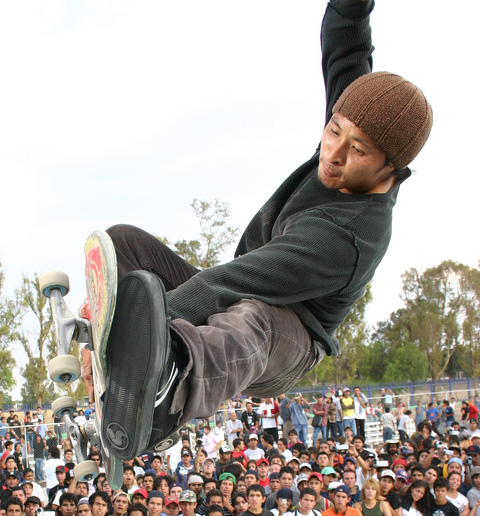
Daewon Song

Daewon Song, född den 19 februari 1975, är en koreansk-amerikansk skateboardåkare som grundade skatemärket Almost tillsammans med Rodney Mullen. Han är känd för sina videor, och blev tidskriften Thrashers "Skater of the Year" 2006. Han har också varit med i några av Tony Hawks tv-spel.